# Concursul Muzical Eurovision 1990
Eurovision 1990 a fost a treizeci și cincea ediție a concursului muzical Eurovision. A câștigat reprezentantul Italiei Toto Cutugno. 